# Zastava Alžirije
Zastava Alžirije () je eden od državnih simbolov Alžirije; Uradno je bila sprejeta 3. julija 1962 in temelji na zastavi Fronte narodne osvoboditve, ki jo je v isti obliki uporabljala od leta 1954.
Zastava je razdeljana navpično na dve enako široki polji: od tega je levo polje zeleno (simbol islama), medtem ko je desno belo (simbol čistosti). Na sredini zastave se nahaja grb Alžirije, rdeči (simbol svobode) polmesec z vmesno zvezdo (simbola turške nadoblasti).
Mornariška zastava se od državne loči po dveh prekrižanih rdečih sidrih v zgornjem levem kotu zastave.